# Thermoelement

Symbol des Thermoelements für Schaltpläne gemäß Normung mit Angabe der Polarität oder Kennzeichnung des negativen Pols durch breitere Linie

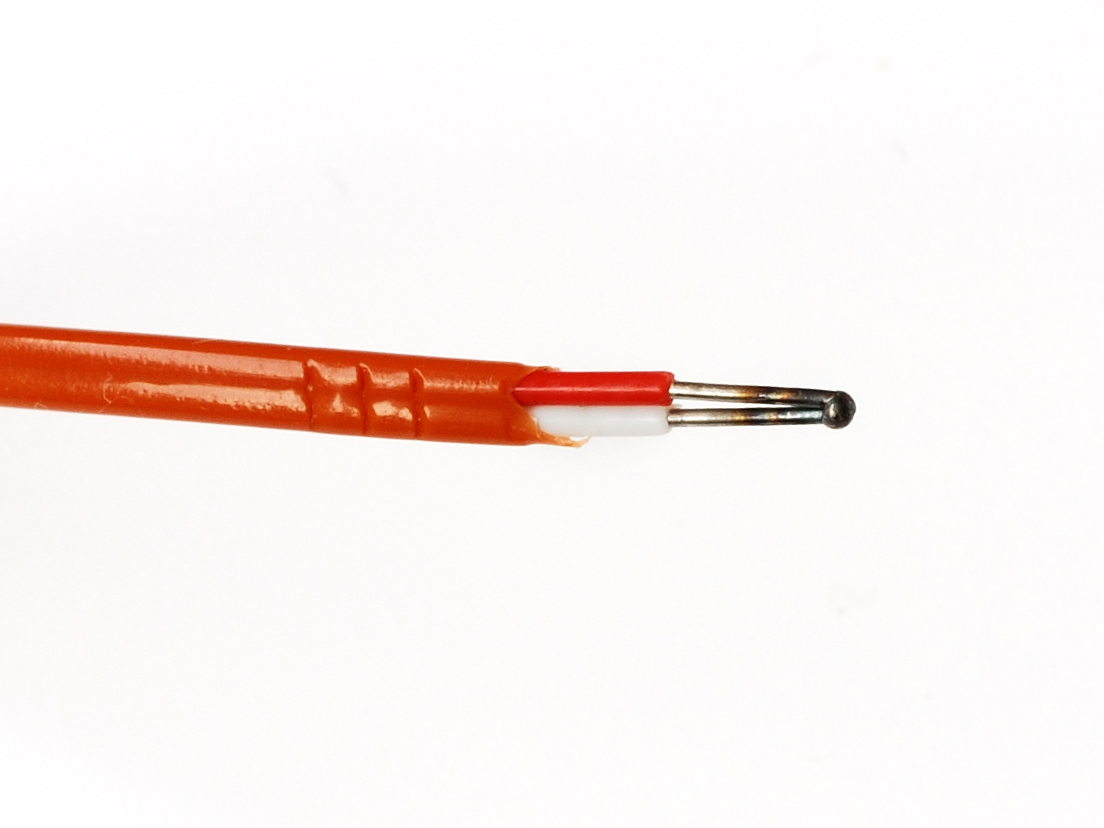
Spitze eines geschweißten Thermoelementes vom Typ J

Ein Thermoelement ist ein Paar elektrischer Leiter aus unterschiedlichen Metallen, die an einem Ende miteinander verbunden sind und aufgrund des thermoelektrischen Effektes zur Temperaturmessung geeignet sind. Im Prinzip liefert das Thermoelement elektrische Energie aus Wärme bei einer Temperaturdifferenz entlang des elektrischen Leiters. Die dabei an den anderen Enden der metallischen Leiter auftretende elektrische Spannung heißt Thermospannung. Sie ist vergleichsweise klein und liegt im Bereich einiger 10 µV pro 1 °C Temperaturdifferenz. Selbst bei hohen Temperaturdifferenzen über 1000 °C und ausgewählten Materialien mit hoher Empfindlichkeit liegen die erreichbaren elektrischen Spannungen unter oder in der Größenordnung um 0,1 V. Mehrere in Reihe geschaltete Thermoelemente bilden eine Thermokette, welche eine um den Faktor der Anzahl höhere elektrische Spannung liefert.

## Grundlagen

Schematische Messschaltung mit einem Thermoelement

### Seebeck-Effekt

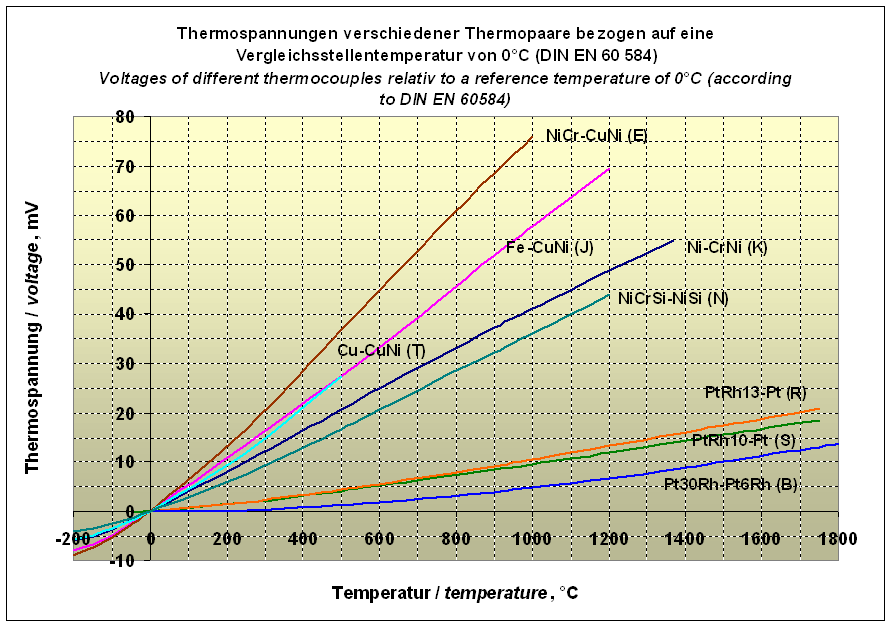
Thermospannungen verschiedener Thermopaare.

Als thermoelektrischen oder Seebeck-Effekt bezeichnet man das Auftreten einer elektrischen Spannung auf Grund eines Temperaturgefälles entlang eines elektrischen Leiters. Diese Spannung oder Potentialdifferenz ist eine Funktion der Temperaturdifferenz entlang des Leiters und für jedes Leitermaterial anders. Die Kennlinien sind nur näherungsweise linear.
Um eine elektrische Spannung an den beiden Leiterenden messen zu können, muss der Rückleiter aus einem andersartigen Material als der Hinleiter ausgeführt sein, wie in der schematischen Messschaltung dargestellt. Bei demselben Material in beiden Leitern entstünden jeweils betragsmäßig gleich hohe Potentialdifferenzen, die sich in einem geschlossenen Stromkreis gegenseitig aufheben würden. Die Verbindungsstelle eines Thermoelements, die der zu messenden Temperatur ausgesetzt ist, bekommt die Funktion einer Messstelle, der Übergang auf die zum Spannungsmessgerät führenden (Kupfer-)Leitungen bekommt die Funktion einer Vergleichsstelle. (Jede weitere temperaturbedingte Potentialdifferenz längs der Zuleitungen fällt bei gleichen Leitungen aus der Spannungsmessung heraus.)
Jede Thermospannung steht für eine Temperaturdifferenz zwischen Mess- und Vergleichsstelle. Um die tatsächliche Temperatur der Messstelle bestimmen zu können, muss die Temperatur der Vergleichstelle bekannt sein, siehe weiter unten. Diese Temperatur muss auch deshalb bekannt sein, weil wegen des nicht linearen Zusammenhangs je nach Vergleichsstellentemperatur zu jeder Thermospannung eine andere Temperaturdifferenz gehört.
Die Empfindlichkeit eines einzelnen Leiters kann in der Messanordnung nicht gemessen werden; sie wird im Vergleich zu einem Bezugsmaterial, üblich ist Platin, als thermoelektrischer Koeffizient angegeben. Diese zu einer festen Temperatur angegebenen, nach Größe sortierten Materialdaten bilden die thermoelektrische Spannungsreihe. Die Werte dieser thermoelektrischen Koeffizienten hängen vom Legierungsverhältnis bzw. Reinheitsgrad der verwendeten Metalle ab. Durch gezielte Beimengungen lassen sich Materialien mit reproduzierbaren, einigermaßen langzeitstabilen thermoelektrischen Koeffizienten herstellen.
Zu Anwendungen des Seebeck-Effektes außerhalb der Messtechnik siehe Thermoelektrischer Generator.

### Mathematische Beschreibung

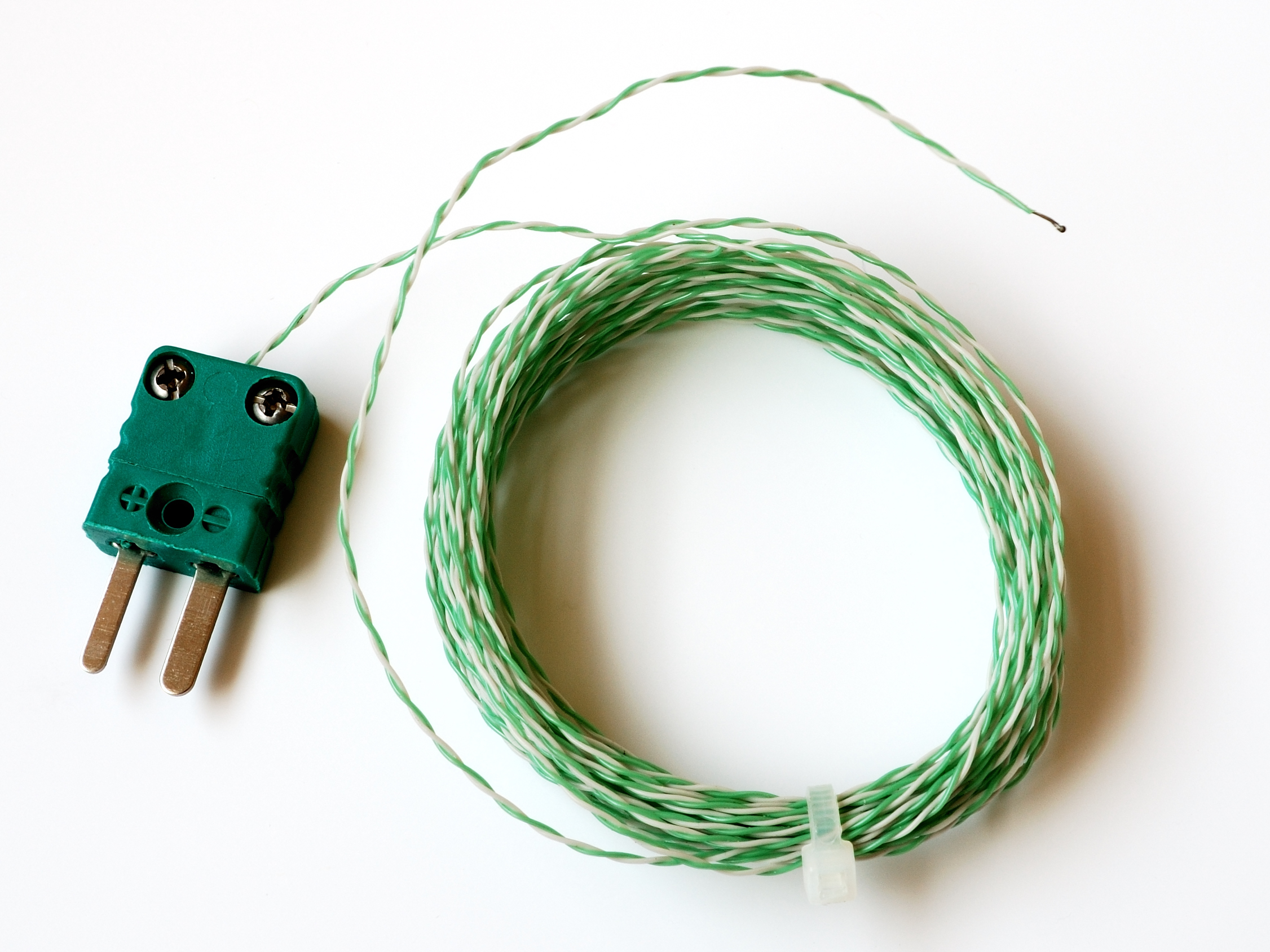
Thermoelement vom Typ K mit verpolungssicherem Stecker.
Je nach Hersteller bestehen auch dessen Kontaktstifte und die Kupplungen aus hochreinem Thermomaterial.

Der Zusammenhang zwischen elektrischer Spannung {\displaystyle U_{\mathrm {th} }} und Messstellentemperatur {\displaystyle t_{\mathrm {M} }} bei der Vergleichsstellentemperatur {\displaystyle t_{\mathrm {V} }=0\,^{\circ }\mathrm {C} } ist für einige Materialpaare durch Normung in Referenzfunktionen {\displaystyle U_{\mathrm {th} }=f(t_{\mathrm {M} })} festgelegt, und zwar in mehreren unterschiedlichen Gleichungen für unterschiedliche Temperaturbereiche. Die Kennlinien sind gekrümmt, die Gleichungen sind kompliziert, die Zusammenhänge werden deshalb auch in Tabellen dargestellt.
In einem kleinen Teilbereich der Temperatur kann mit einer linearen Näherung gearbeitet werden. Im folgenden Beispiel wird die Spannung an einem Thermoelement Typ K angegeben. Dieses besteht aus einer Nickel-Chrom-Legierung und aus Nickel. Mit den thermoelektrischen Koeffizienten {\displaystyle k_{\mathrm {NiCr} }} und {\displaystyle k_{\mathrm {Ni} }} ergibt sich:
{\displaystyle U_{\mathrm {th} }=(k_{\mathrm {NiCr} }-k_{\mathrm {Ni} })\cdot \Delta t}
mit
{\displaystyle \Delta t=t_{\mathrm {M} }-t_{\mathrm {V} }}
Die Koeffizienten sind allerdings ihrerseits temperaturabhängig, wie auch der Seebeck-Koeffizient des Thermoelementes, der die Empfindlichkeit {\displaystyle \mathrm {d} U_{\mathrm {th} }/\mathrm {d} t_{\mathrm {M} }} angibt.
Die Auflösung der Referenzfunktionen nach {\displaystyle t_{\mathrm {M} }=f(U_{\mathrm {Th} })} ist bei linearem Ansatz mathematisch elementar. Für den nichtlinearen Fall gibt die DIN-Norm sowie  diese inversen Funktionen ebenfalls an.

### Werkstoffe für Messzwecke

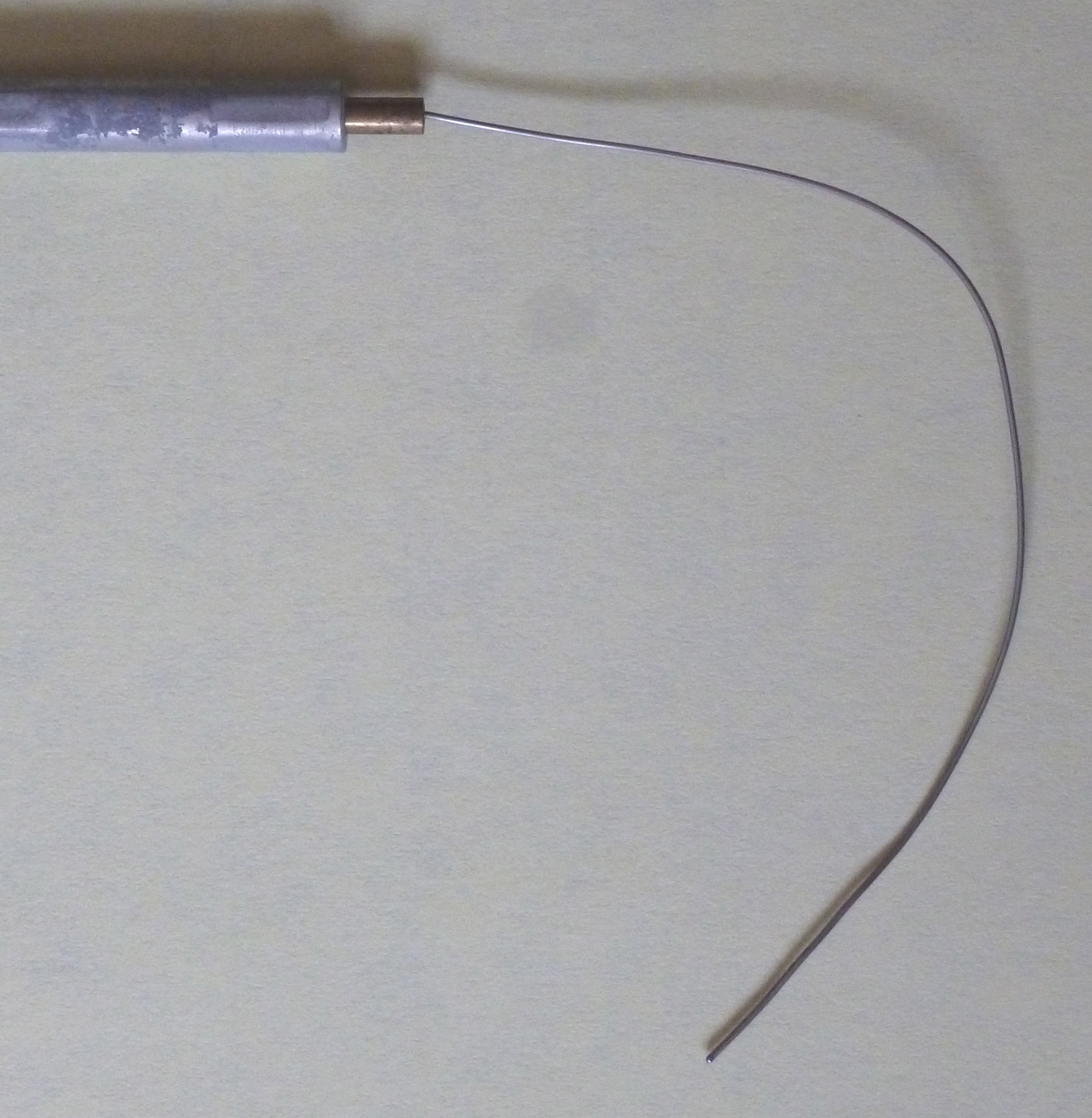
Biegbares Mantelthermoelement in Edelstahlmantel von 0,5 mm ⌀

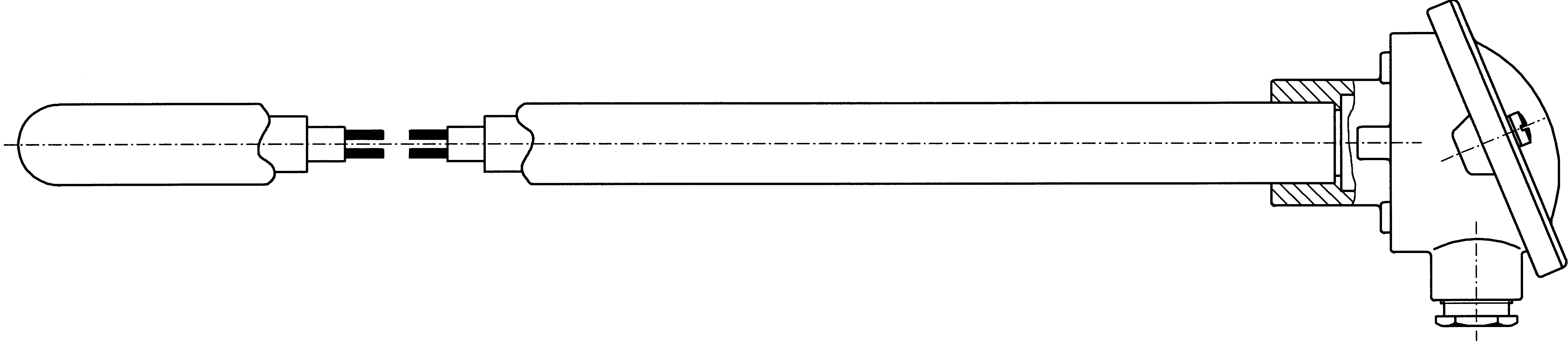
Industrielles Thermoelement in Schutzrohr mit Anschlusskopf.
Die aufgebrochene Stelle zeigt die Thermodrähte samt Isolation im Schutzrohr des Messeinsatzes (meistens aus Keramik), der in einem äußeren Schutzrohr steckt (aus Keramik oder Metall, je nach Anwendungsfall)

Bei der Auswahl einer Materialpaarung zu Messzwecken strebt man eine hohe Thermospannung, hohe Linearität und hohe Korrosionsfestigkeit bei hohen Temperaturen an. Diese Ziele sind nicht mit einer einzigen Kombination erreichbar. Daher werden je nach Einsatzzweck unterschiedliche Materialpaarungen verwendet.
International genormt sind zehn Thermoelementtypen, die jeweils durch einen Großbuchstaben gekennzeichnet werden. Weit verbreitet sind:
- Nickel-Chrom / Nickel (Typ K; häufigster Typ mit Thermospannungen zwischen −6,458 mV bei −270 °C und 52,410 mV bei 1300 °C) mit einer Empfindlichkeit von etwa 40 µV/°C (oberhalb 0 °C)
- Eisen / Kupfer-Nickel (Typ J; in der Industrie vielfach eingesetzter Typ mit Thermospannungen zwischen −8,095 mV bei −210 °C und 69,553 mV bei 1200 °C) mit etwas höherer Empfindlichkeit, aber weniger linear
- Platin-Rhodium / Platin (Typen R und S; für Temperaturen bis ca. 1750 °C, bis etwa 20 mV) mit einer Empfindlichkeit von 5…12 µV/°C je nach Temperatur

Der jeweils positive Leiter wird zuerst angegeben; er weist ein positives Potential gegenüber dem anderen Leiter auf bei einer positiven Temperaturdifferenz, bei der die Messstelle wärmer ist als die Vergleichsstelle.
Darüber hinaus sind zwei Hochrein-Thermoelemente Gold-Platin und Platin-Palladium genormt, deren Handhabung aber schwierig ist.
Markennamen wie Chromel oder Konstantan werden in der Normung nicht mehr verwendet.
Für die Messung hoher Temperaturen ist die Normung durch die Aufnahme von Thermoelementen auf Wolfram-Basis bis 2500 °C ausgeweitet worden. Für die Messung niedriger Temperaturen sind Thermoelemente auf Gold-Basis entwickelt worden, deren Thermospannungen aber für eine einheitliche Festlegung (noch) nicht genügend reproduzierbar sind.
Zum Schutz vor kontaminierenden, korrosiven oder abrasiven Einflüssen aus der Umgebung werden Thermoelemente für den industriellen Einsatz als Mantelthermoelement oder als Messeinsatz mit Schutzrohr hergestellt. Der Messeinsatz wird zur leichten Austauschbarkeit – selbst bei laufendem Betrieb – in einem äußeren Schutzrohr mit Anschlusskopf betrieben.
Für alle Materialien gibt es das Problem der Alterung, insbesondere in der Nähe der maximalen Temperatur. Bei Betrieb in diesem Bereich ist die Lebensdauer begrenzt.

## Geschichte
Das erste Thermoelement wurde 1821 von Thomas Johann Seebeck beschrieben. 1826 empfahl Antoine César Becquerel als Ergebnis seiner Forschung zur Thermoelektrizität die Verwendung eines Thermoelementes aus Platin und Palladium und führte somit als erster den Werkstoff Platin in die thermoelektrische Messtechnik ein, der bis heute der gebräuchlichste Werkstoff zum Bau von Edelmetall-Thermoelementen ist. 1885 entwickelte Henry Le Chatelier das erste Thermoelement, das in der praktischen Messtechnik Anwendung fand. Sein positiver Schenkel bestand aus einer Platin-Rhodium-Legierung mit einem Rhodiumanteil von 10 %, der negative Schenkel bestand aus reinem Platin. Dieses Thermoelement, das auch als Le-Chatelier-Thermoelement bezeichnet wird, ist in unveränderter Zusammensetzung bis heute das gebräuchlichste Edelmetall-Thermoelement und als Typ S genormt.
In der ersten Hälfte des 20. Jahrhunderts fanden vor allem Thermoelemente aus unedlen Metallen Einzug in die Praxis. Zahlreiche Paarungen wurden erforscht, um eine möglichst stabile, lineare und hohe Thermospannung zu erzeugen. In der zweiten Hälfte des 20. Jahrhunderts wurden die Platin-Rhodium-Thermoelemente weiterentwickelt, wobei man den Rhodiumanteil beider Schenkel variierte, um für verschiedene Einsatzbedingungen die ideale Legierung zu finden.
Ebenfalls wurden weitere Thermoelemente entwickelt, um höhere Genauigkeiten zu erzielen und den Temperatureinsatzbereich zu erweitern. Letzteres wurde vor allem durch die Entwicklung der Wolfram-Rhenium-Thermoelemente (W-Re-) erzielt, die das erste Mal 1962 zur Messung der Wasserstofftemperatur in einem Atomreaktor eingesetzt wurden. Mit diesem Thermoelement war es erstmals möglich, Temperaturen über 2.000 °C berührend zu messen. 1963 erlangten die W-Re-Thermoelemente Bekanntheit, als die NASA ankündigte, sie für die Temperaturmessung am Hitzeschild des Apollo-Raumschiffs einzusetzen, um dessen Temperatur beim Wiedereintritt in die Erdatmosphäre zu messen, wobei Temperaturen von 2.300 °C auftreten. Durch weitere Modifikationen an den W-Re-Thermoelementen gelang es 1967, 3.000 °C zu überschreiten.

## Vergleich verschiedener Thermoelemente
Die folgende Tabelle gibt charakteristische Daten (weitgehend aus) und die Kennzeichnung verschiedener Typen von Thermoelementen an.
Wegen einer zu erwartenden Drift wird empfohlen, eine obere – vom Drahtdurchmesser abhängige – Einsatztemperatur einzuhalten. Bei dieser wird für die Typen K, J, N, E, T eine kontinuierliche Einsatzdauer von 10.000 h in sauberer Luft erwartet, bei den Edelmetalltypen R, S, B von 2.000 h. Bei den Angaben in Klammern wird eine verkürzte Einsatzdauer von 250 h bzw. 50 h erwartet.
Bei den Angaben zur Grenzabweichung steht {\displaystyle t} für die Celsius-Temperatur der Messstelle. Von den zwei Angaben gilt die jeweils größere, und zwar als Betragsangabe. Beispielsweise kann ein Thermoelement mit der Angabe   „1,5 °C oder 0,004·{\displaystyle |t|}“   die Temperatur bei 1000 °C mit einer Abweichung bis −4 °C oder bis +4 °C messen. Die garantierten Grenzabweichungen gelten nur für als zusammengehörig gekennzeichnete Thermodrähte im Anlieferungszustand.
| Typ | Materialien  | einsetzbar bis … °C     | definiert von … bis … °C | Grenzabweichung in Klasse 1                                                              | Grenzabweichung in Klasse 2                                                              | IEC- Farbcode | BS- Farbcode | ANSI- Farbcode |
| --- | ------------ | ----------------------- | ------------------------ | ---------------------------------------------------------------------------------------- | ---------------------------------------------------------------------------------------- | ------------- | ------------ | -------------- |
| K   | NiCr-Ni      | 750 – 1100 (850 – 1200) | −270 bis +1300           | 1,5 °C oder 0,004·{\displaystyle \|t\|} in −40 bis 1000 °C                               | 2,5 °C oder 0,0075·{\displaystyle \|t\|} in −40 bis 1200 °C                              |               |              |                |
| J   | Fe-CuNi      | 400 – 600 (500 – 750)   | −210 bis +1200           | 1,5 °C oder 0,004·{\displaystyle \|t\|} in −40 bis 750 °C                                | 2,5 °C oder 0,0075·{\displaystyle \|t\|} in −40 bis 750 °C                               |               |              |                |
| N   | NiCrSi-NiSi  | 850 – 1200 (900 – 1250) | −270 bis +1300           | 1,5 °C oder 0,004·{\displaystyle \|t\|} in −40 bis 1000 °C                               | 2,5 °C oder 0,0075·{\displaystyle \|t\|} in −40 bis 1200 °C                              |               |              |                |
| E   | NiCr-CuNi    | 440 – 690 (480 – 800)   | −270 bis +1000           | 1,5 °C oder 0,004·{\displaystyle \|t\|} in −40 bis 800 °C                                | 2,5 °C oder 0,0075·{\displaystyle \|t\|} in −40 bis 900 °C                               |               |              |                |
| T   | Cu-CuNi      | 200 – 300 (250 – 350)   | −270 bis +400            | 0,5 °C oder 0,004·{\displaystyle \|t\|} in −40 bis 350 °C                                | 1 °C oder 0,0075·{\displaystyle \|t\|} in −40 bis 350 °C                                 |               |              |                |
| R   | Pt13Rh-Pt    | 1400 (1600)             | −50 bis +1768            | 1 °C in 0 bis 1100 °C oder 1 °C + 0,003·({\displaystyle t}−1100 °C) in 1100 bis 1600 °C  | 1,5 °C oder 0,0025·{\displaystyle t} in 0 bis 1600 °C                                    |               |              |                |
| S   | Pt10Rh-Pt    | 1400 (1600)             | −50 bis +1768            | 1 °C in 0 bis 1100 °C oder 1 °C + 0,003·({\displaystyle t}−1100 °C) in 1100 bis 1600 °C  | 1,5 °C oder 0,0025·{\displaystyle t} in 0 bis 1600 °C                                    |               |              |                |
| B   | Pt30Rh-Pt6Rh | 1500 (1700)             | 0 bis +1820              | – - -                                                                                    | 1,5 °C oder 0,0025·{\displaystyle t} in 600 bis 1700 °C                                  |               |              |                |
| C   | W5Re-W26Re   |                         | 0 bis 2315               | – - -                                                                                    | 0,01·{\displaystyle t} in 426 bis 2315 °C                                                |               |              |                |
| A   | W5Re-W20Re   |                         | 0 bis 2500               | – - -                                                                                    | 0,01·{\displaystyle t} in 1000 bis 2500 °C                                               |               |              |                |
|     | AuFe-NiCr    | −272 – +300             | nicht verfügbar          | Reproduzierbar sind 0,2 % der Spannung; jeder Sensor muss individuell kalibriert werden. | Reproduzierbar sind 0,2 % der Spannung; jeder Sensor muss individuell kalibriert werden. |               |              |                |

Für die Messung tiefer Temperaturen können bei den Typen T, E, K, N Grenzabweichungen auch noch bis −200 °C in einer Klasse 3 garantiert werden bei Verwendung von dafür selektiertem Material.

### Die Ordnungszustände von NiCr-Ni-Thermoelementen
Bei NiCr-Ni-Thermoelementen stellen sich unterschiedliche Ordnungszustände ein, die von der Temperatur und Abkühlungsgeschwindigkeit der NiCr-Legierung hervorgerufen werden. Man spricht in diesem Zusammenhang vom K-Zustand (geordneter Zustand) und dem U-Zustand (ungeordneter Zustand). In beiden Zuständen erzeugt das Thermoelement eine reproduzierbare Thermospannung, aber die Abweichungen untereinander können bis zu 5 K betragen. Die NiCr-Legierung weist ein kubisch-flächenzentriertes Kristallgitter auf. Im K-Zustand bilden Chrom-Atome die Ecken und die Nickel-Atome liegen im Zentrum der Flächen. Dieser Zustand stellt sich immer bei Temperaturen über 600 °C ein. Lässt man das Thermoelement mit einer Geschwindigkeit größer als 100 K/h im Bereich von 600 … 400 °C abkühlen, so ergeben sich „Störungen“ im Kristallgitter, d. h. Nickel-Atome an den Ecken der Struktur und Chrom-Atome im Zentrum. Diese Anordnung bezeichnet man als U-Zustand. Bei höheren Abkühlgeschwindigkeiten haben die Atome keine Zeit aus dem geordneten Zustand auszubrechen. Da Temperatur in der messtechnischen Praxis aber eine sehr träge Größe ist, kühlen NiCr-Ni-Thermoelemente in der Regel zu langsam ab, und es stellt sich unterhalb 600 °C der K-Zustand ein. Dieser Effekt kann durch Zulegierung von Silizium soweit minimiert werden, dass er messtechnisch vernachlässigbar ist. Dies ist beim Thermoelement Typ N, NiCrSi-NiSi, realisiert worden, das aber trotzdem nur langsam Einzug in die messtechnische Praxis findet.

## Anwendungen

### Temperaturmessung

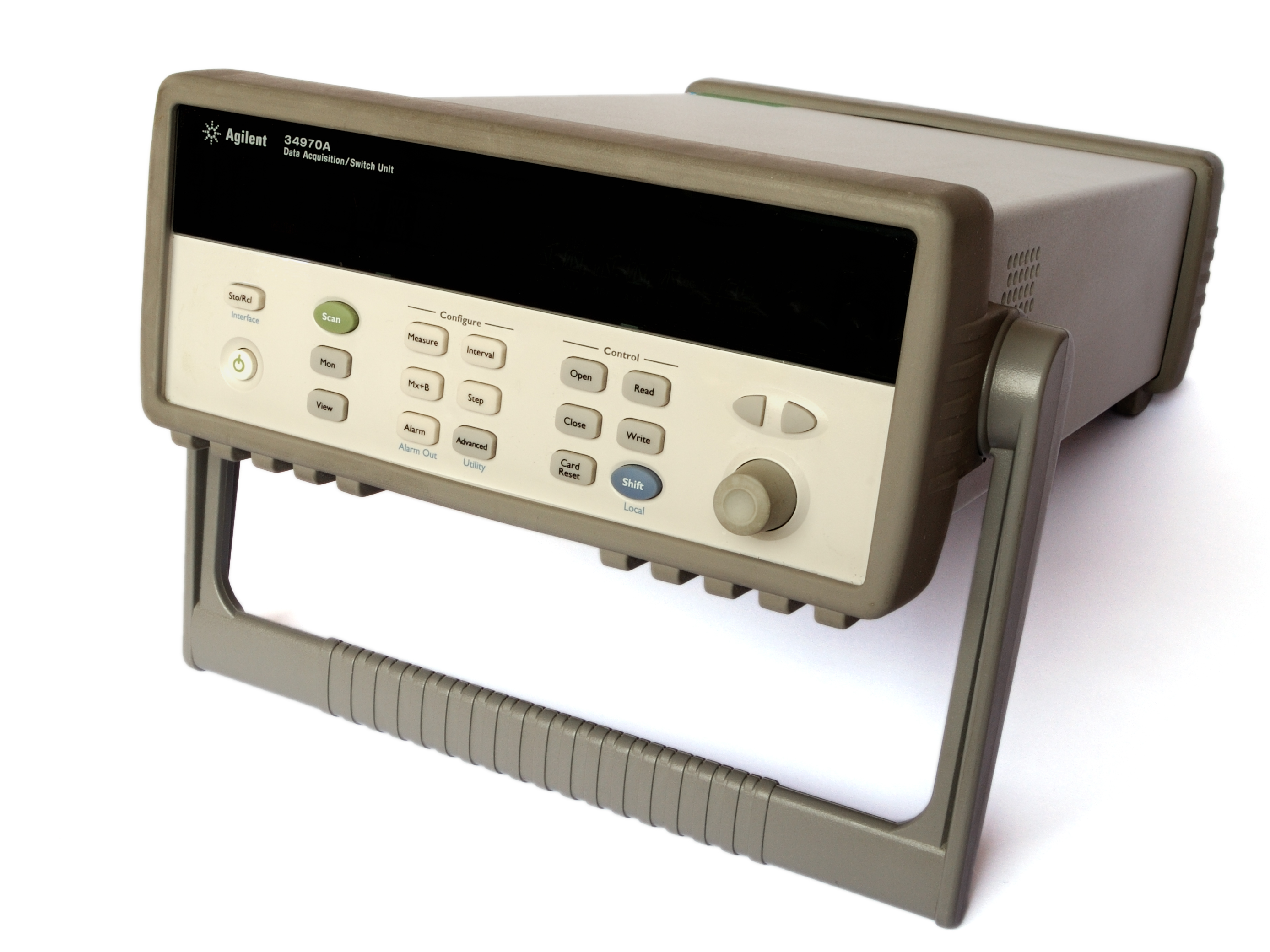
Dieses Datenerfassungsgerät kann bis zu 60 Thermospannungen messen

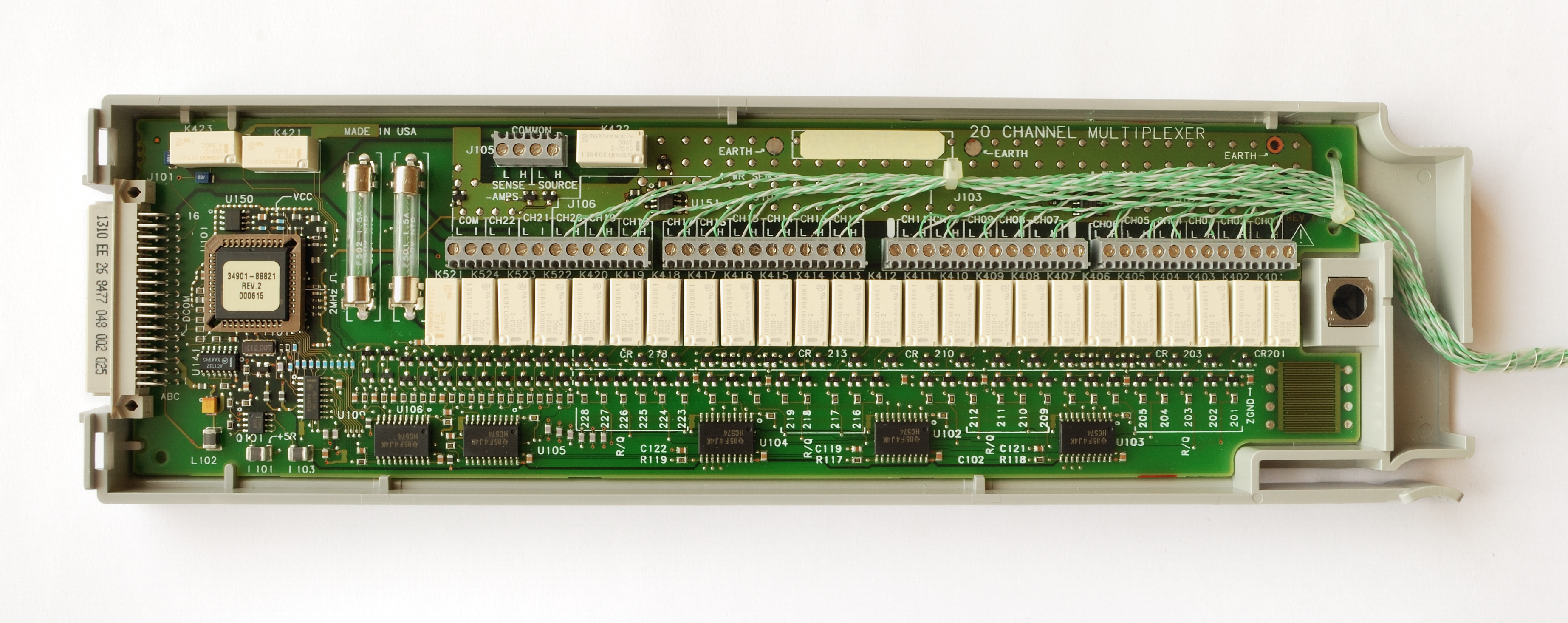
Ein offener Einschub für das Datenerfassungsgerät mit 20 angeschlossenen Thermoelementen

#### Temperaturdifferenz
Bei einer Messschaltung – wie im Bild oben in den Grundlagen – entstehen durch Übergänge auf Kupferleiter drei unterschiedliche Materialkombinationen: A→B, B→Cu, Cu→A. Bei derselben Temperatur an beiden Anschlussklemmen fällt das Kupferpotential aus der Rechnung heraus, und es bleibt an dieser Stelle übrig die Potentialdifferenz der Kombination B→A. Damit übernehmen die Anschlussklemmen die Funktion der Vergleichstelle. Mittels sogenannter Thermoleitungen oder Ausgleichsleitungen kann die Vergleichsstelle an einen entfernteren Ort verlegt werden, z. B. in Industrieanlagen bis zur Messwarte. Diese Thermoleitungen bestehen aus identischen Thermomaterialien und die Ausgleichsleitungen aus preiswerteren Materialien, die in einem begrenzten Temperaturbereich dieselben thermoelektrischen Eigenschaften besitzen wie das Thermoelement selbst.

#### Temperatur statt Temperaturdifferenz
Da mit Hilfe eines Thermoelementes nur eine Temperaturdifferenz ermittelt werden kann, ist zur Messung der Temperatur eine Kaltstellenkompensation (engl. cold junction compensation; CJC) notwendig. Im einfachsten Fall muss die Temperatur an der Übergangsstelle (die Vergleichsstellentemperatur) bekannt sein; zur gemessenen Thermospannung wird in einer Tabelle die Temperaturdifferenz abgelesen; diese wird mit der Vergleichsstellentemperatur addiert. Dieses Verfahren ist nur bei Zulässigkeit einer linearen Näherung anwendbar.
Für viele Messzwecke ist der Zusammenhang zwischen Thermospannung und Temperaturdifferenz nicht genügend linear. Vor Anwendung der Tabelle ist die Bezugstemperatur zu beachten, ab der die Tabelle berechnet ist (0 mV meistens bei 0 °C). Bei einem Unterschied zwischen Vergleichsstellen- und Bezugstemperatur ist die gemessene Spannung vor der Anwendung der Tabelle zu korrigieren um den Tabellenwert der Spannung, der zur Vergleichsstellentemperatur gehört. Bei gekrümmter Kennlinie gilt zur Einrechnung der Vergleichstelle die Regel:
- Die Addition von Teilspannungen führt korrekt auf die Gesamtspannung. Die Addition der zugehörigen Tabellenwerte der Teiltemperaturen führt nicht auf die Gesamttemperatur!

Die Thermospannung kann durch einen geeigneten Verstärker aufbereitet werden, um sie belastbar weiterverbreiten zu können. Handelsübliche Messumformer verstärken, berücksichtigen zusätzlich die (variable) Vergleichsstellentemperatur und nehmen zu einer festgelegten Vergleichsstellentemperatur eine Linearisierung zwischen Ausgangssignal und Temperatur vor (Temperatur-lineares statt Spannungs-lineares Ausgangssignal).

#### Einbeziehung der Vergleichsstellentemperatur

Geschlossener Stromkreis zur Messung mit zwei Elementen aus den Metallen A und B

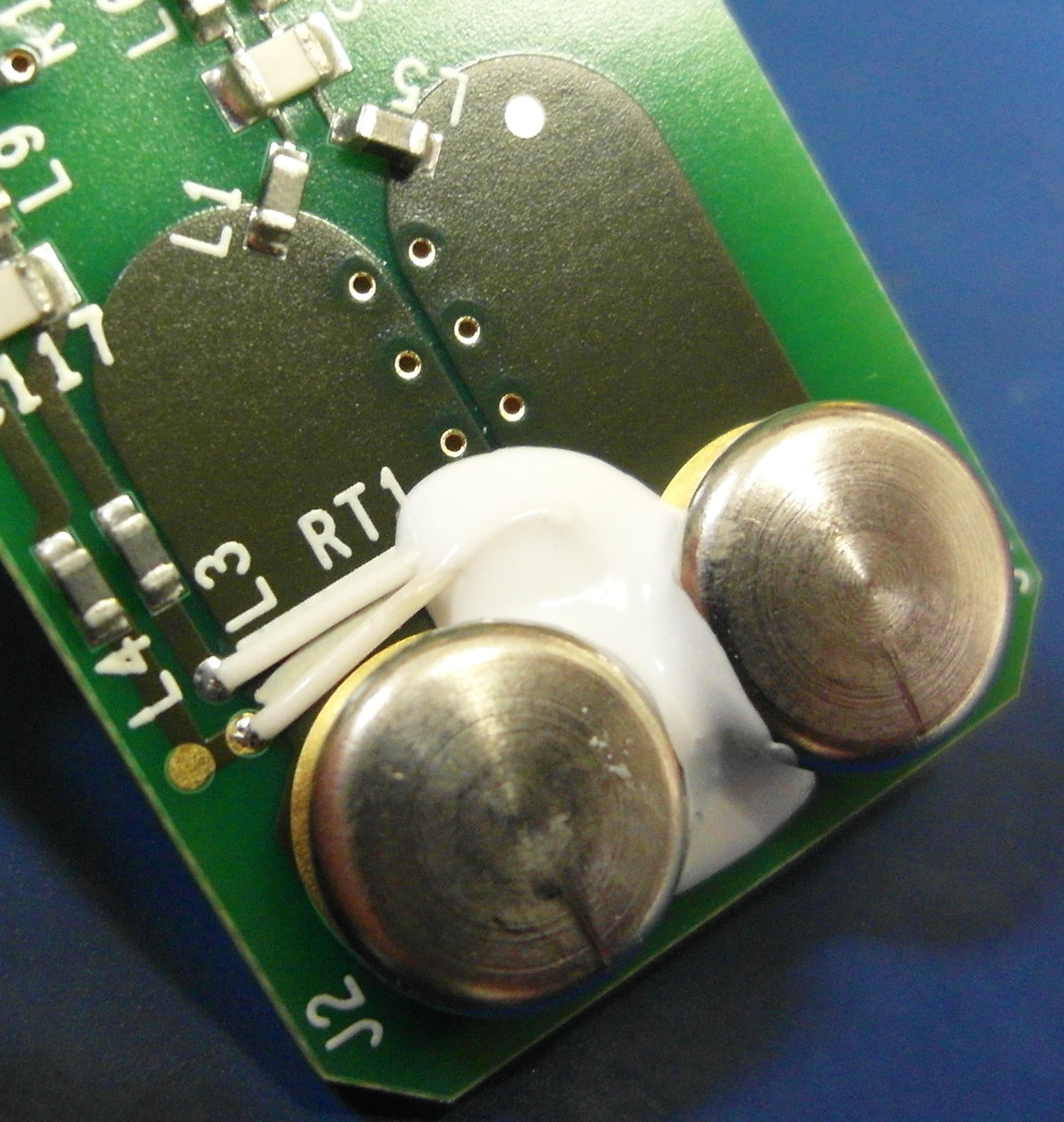
Kaltstellenkompensation in einem Messgerät. In der weißen Wärmeleitmasse zwischen den beiden Metallkontakten (Sensoranschluss) ist ein Temperatursensor eingebettet, der die Temperatur am Übergabepunkt misst

Zur Einbeziehung der Vergleichsstellentemperatur in die Messung kann zum Thermoelement ein zweites Thermoelement desselben Typs gegenpolig in Reihe geschaltet werden. Wird dessen Temperatur stabil auf einem bekannten Wert gehalten werden (z. B. in Eiswasser für 0 °C oder in Vergleichsstellen-Thermostat für 50 °C), dann wird diese Temperatur zur stabilen Vergleichsstellentemperatur.
Ein Stromkreis mit zwei Thermoelementen enthält erst einmal zwei Metallübergänge (an Mess- und Vergleichsstelle), deren Thermospannungen im Stromkreis entgegengesetzt gerichtet sind. Hinzu kommen zwei weitere Übergänge, wenn ein Spannungsmesser angeschlossen wird. Bei derselben Temperatur an beiden Übergangsstellen entstehen zwei gleiche Thermospannungen, die sich gegenseitig aufheben; die Temperatur der Übergangsstellen ist hierbei ohne Bedeutung.
Alternativ zum zweiten Thermoelement wird eine Kompensationsschaltung mit einem Temperatursensor verwendet, die eine Spannung liefert so groß wie von einem Thermoelement. Beispielsweise erzeugt sie im Bereich 0 bis 50 °C so viel Spannung wie ein Thermoelement des benötigten Typs bei einer Temperaturdifferenz zu 20 °C. Damit korrigiert sie auf eine feste Vergleichsstellentemperatur von 20 °C.
Neben der analogtechnischen Einbeziehung der Vergleichsstelle gibt es auch die digitaltechnische. Die Thermospannung wird gemessen und die veränderliche Vergleichsstellentemperatur an der Klemmstelle zusätzlich mit einem Thermistor wie beispielsweise einem Pt100 ermittelt. Der digitalisierte Messwert der Thermospannung, welcher eine Temperaturdifferenz repräsentiert, wird rechnerisch korrigiert. Diese so genannte interne Temperaturkompensation leisten viele moderne Auswerteeinheiten wie Speicherprogrammierbare Steuerungen oder beispielsweise Kompaktregler. Wichtig ist dabei, dass die Thermoelemente direkt bzw. über die erwähnten Thermoleitungen oder Ausgleichsleitungen an die Auswerteeinheit angeschlossen sind. Bei Verwendung anderer Materialien entsteht die Vergleichsstelle nicht am Feldgerät und es ergeben sich Fehlmessungen. Die Auswerteeinheiten verfügen in der Regel über die Kennlinien der in der Norm DIN EN 60584-1 definierten Thermoelemente (siehe obige Tabelle). Die Kennlinie muss entsprechend dem verwendeten Thermoelement am Feldgerät ausgewählt werden.

#### Alterung von Thermoelementen
Thermoelemente werden oft bei hohen Temperaturen und in reaktiven Ofenatmosphären eingesetzt. Hier wird die Lebensdauer in der Praxis durch Alterung begrenzt. Die thermoelektrischen Koeffizienten der Drähte im Bereich der höheren Temperatur verändern sich mit der Zeit und mit ihnen die Thermospannung. Sowohl ein Absinken als auch ein Ansteigen der Thermospannung wird beobachtet, je nach Thermoelementtyp und Einsatztemperatur. Hier ist wichtig, dass die einfache Betrachtung der Temperaturdifferenzen zwischen den Verbindungsstellen nur gilt, wenn die Drähte ansonsten homogen sind. Bei einem gealterten Thermoelement ist aber gerade das nicht der Fall.
Maßgeblich für das Entstehen der Thermospannung sind die Eigenschaften der Metalle im Bereich des Temperaturgradienten. Wird daher ein fest eingebautes gealtertes Thermoelement etwas aus dem Ofen herausgezogen, kommt das bei hoher Temperatur im Innern des Ofens gealterte Metall in den gesamten Bereich des Temperaturgradienten, und der Messfehler steigt erheblich an. Umgekehrt zeigt ein gealtertes Thermoelement, wenn es tiefer in den Ofen geschoben wird, wieder genau an.

### Strahlungsmessung
Die Hintereinanderschaltung mehrerer Thermoelemente ergibt eine Thermokette (engl. thermopile). Die thermoelektrische Spannung vervielfacht sich mit der Anzahl der Thermoelemente. Thermoketten werden in empfindlichen Infrarotdetektoren und Laser-Leistungsmessern verwendet. Dabei wird die Temperaturdifferenz entlang eines Wärmeleiters (Scheibe, Kegel) gemessen, indem die Verbindungsstellen der Thermoelemente jeweils abwechselnd näher oder weiter entfernt von der Absorptionsfläche angebracht werden. Bei empfindlichen Aufbauten bilden die Thermoelemente selbst den Wärmeleiter.

### Überwachung von Feuerungsanlagen

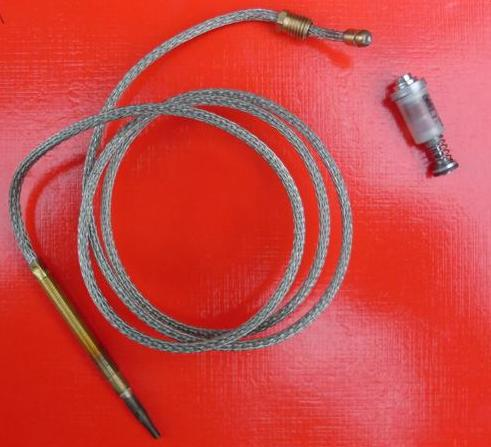
Thermosicherung mit Thermoelement, Leitung mit Kontakt und Magnetschalter

In Gasherden und Gas-Durchlauferhitzern dienen Thermoelemente dazu, die brennende Flamme zu überwachen. Das durch die Flamme erwärmte Thermoelement liefert den für das elektromagnetische Offenhalten eines Brennstoffventils notwendigen elektrischen Strom. Verlischt die Flamme, erkaltet das Thermoelement, das Elektromagnetventil schließt, die weitere Brennstoffzufuhr wird unterbrochen. Die Methode hat den Vorteil, dass sie keine Hilfsenergie benötigt.
Nachteil dieses Systems ist, dass es sehr träge reagiert und damit eine gewisse Gasmenge ausströmen kann.
In Heizungsanlagen wurde diese Thermosicherung wegen ihrer Trägheit durch Zündsicherungen ersetzt, die die Ionisierung der Flamme beziehungsweise deren Leitfähigkeit überwachen. Sie reagieren schneller, benötigen jedoch eine Hilfsenergiequelle.
Rechts im Bild ist das übliche Thermoelement einer solchen Thermosicherung zu sehen. Es liefert im heißen Zustand etwa 30 …40 mV Spannung und einen Strom von mehreren Ampere, mit dem ein spezielles Magnetventil (Elektromagnet mit zum Beispiel 16 Milliohm Spulenwiderstand), das zuvor manuell durch Eindrücken eines Knopfes geöffnet wurde, offengehalten werden kann. Beim Abkühlen fällt die Magnethaltung innerhalb 30 Sekunden wieder ab (hörbares Klicken) und das Ventil schließt.